# Мамуту Н'Діає
Мамуту Н'Діає (фр. Mamoutou N'Diaye, нар. 15 березня 1990, Бамако) — малійський футболіст, півзахисник клубу «Антверпен».
Виступав, зокрема, за клуби «Гент» та «Гент», а також національну збірну Малі.
Володар Кубка Бельгії.

## Клубна кар'єра
Народився 15 березня 1990 року в місті Бамако. Вихованець футбольної школи клубу «Жанна д'Арк».
У дорослому футболі дебютував 2008 року виступами за команду клубу «Жанна д'Арк», в якій провів один рік.
Своєю грою за цю команду привернув увагу представників тренерського штабу клубу «Гент». Під час зимової перерви сезону 2008/09 років прибув не перегляд до клубу, бельгійський клуб залишився задоволений гравцем й сторони підписали контракт. Дебютував у стартовому складі свого нового клубу з перших хвилин у матчі Першого дивізіону бельгійського чемпіонату проти «Зюлте-Варегем» 18 квітня 2010 року. Його замінив у тому матчі Крістоф Лепойнт. «Андерлехт» також цікавився Н'Діає, але Мамуту обрав «Гент», оскільки в «Андерлехті» на його позиції була дуже висока конкуренція, до того ж Н'Діає добре знав тренера «Гента» Мішеля Люваже. Відіграв за команду з Гента наступні два сезони своєї ігрової кар'єри.
Протягом 2010—2011 років на правах оренди захищав кольори команди клубу «Монс». Мамуту допоміг повернутися «Монсу» до найвищого дивізіону бельгійського чемпіонату. Протягом цього часу був ключовим гравцем бельгійського клубу, відзначився 1 голом. «Монс» та Н'Діає хотіли продовжити оренду ще на один рік, але 2011 року «Гент» вирішив його залишити в команді. Цього разу провів у складі «Гента» два сезони.
Його повернення до «Гента» можна вважати досить успішним. Його головним конкурентом в команді був віковий Бернд Тейс, який травмувався. Тому Мамату отримав шанс себе проявити. 28 січня 2012 року зіграв свій перший матч у сезоні проти СТВ. «Гент» здобув переконливу перемогу з рахунком 6:0, а Мамуту провів хороший матч. Наступні два матчі, проти «Ауд-Геверле» та «Брюгге», він також розпочав у стартовому складі. У матчах плей-оф виходив на поле 7 разів, у тому числі й проти «Андерлехта» та «Генка». Крім цього, Н'Діає відзначився й дебютним голом у Лізі Жупіле. Матч завершився перемогою над «Генком» з рахунком 3:1. У контрольних матчах він також двічі відзначався, проти «Серкль» (Брюгге).
У вересні 2012 року продовжив контракт до 2016 року.
Влітку 2013 року перейшов до клубу «Зюлте-Варегем». 27 липня 2013 року в складі свого нового клубу дебютував у переможному (2:1) матчі проти «Льєрса».
До складу клубу «Антверпен» приєднався в серпні 2015 року. Відтоді встиг відіграти за команду з Антверпена 33 матчі в національному чемпіонаті.

## Виступи за збірну
31 травня 2014 року в місті Осієк дебютував у складі національної збірної Малі в програному (1:2) товариському матчі проти Хорватії. На 46-ій хвилині поєдинку його замінив Абду Траоре.
2015 року дебютував в офіційних матчах у складі національної збірної Малі. Наразі провів у формі головної команди країни 17 матчів.
У складі збірної був учасником Кубка африканських націй 2015 року в Екваторіальній Гвінеї, Кубка африканських націй 2017 року у Габоні.

## Статистика виступів

### Клубна
| Сезон             | Клуб              | Країна            | Змагання          | Змагання | Змагання | Кубок | Кубок | Міжнар. змагання | Міжнар. змагання | Усього | Усього |
| Сезон             | Клуб              | Країна            | Змагання          | Мат.     | Гол.     | Мат.  | Гол.  | Мат.             | Гол.             | Мат.   | Гол..  |
| ----------------- | ----------------- | ----------------- | ----------------- | -------- | -------- | ----- | ----- | ---------------- | ---------------- | ------ | ------ |
| 2008/09           | Гент              | Бельгія           | Ліга Жупіле       | 0        | 0        | 0     | 0     | 0                | 0                | 0      | 0      |
| 2009/10           | Гент              | Бельгія           | Ліга Жупіле       | 1        | 0        | 0     | 0     | 0                | 0                | 1      | 0      |
| 2010/11           | → Монс            | Бельгія           | Екскі Ліга        | 38       | 2        | 0     | 0     | 0                | 0                | 38     | 2      |
| 2011/12           | Гент              | Бельгія           | Ліга Жупіле       | 13       | 1        | 0     | 0     | 0                | 0                | 13     | 1      |
| 2012/13           | Гент              | Бельгія           | Ліга Жупіле       | 19       | 2        | 3     | 2     | 3                | 0                | 25     | 4      |
| 2013/14           | Зюлте-Варегем     | Бельгія           | Ліга Жупіле       | 23       | 1        | 6     | 0     | 7                | 0                | 36     | 1      |
| 2014/15           | Зюлте-Варегем     | Бельгія           | Ліга Жупіле       | 14       | 1        | 3     | 0     | 4                | 0                | 21     | 1      |
| 2015/16           | Антверпен         | Бельгія           | Проксімус Ліга    | 0        | 0        | 0     | 0     | 0                | 0                | 0      | 0      |
| 2016/17           | Антверпен         | Бельгія           | Проксімус Ліга    | 7        | 1        | 1     | 0     | 0                | 0                | 8      | 1      |
| Усього за кар'єру | Усього за кар'єру | Усього за кар'єру | Усього за кар'єру | 115      | 7        | 13    | 2     | 14               | 0                | 142    | 8      |

## Титули і досягнення
- Кубок Бельгії: («Гент»)
  -  Володар (1): 2009/10

## Особисте життя
Восени 2014 року Мамуту офіційно одружився з колишньою учасницею конкурсу Міс Бельгія 2012 студенткою факультету управління Гентського університету — Ліндсі Ван Гелі, яка після одруження прийняла іслам і взяла ім'я Аїша.